# Brachyllus malaisei
Brachyllus malaisei är en skalbaggsart som beskrevs av Gilbert John Arrow 1946. Brachyllus malaisei ingår i släktet Brachyllus och familjen Melolonthidae. Inga underarter finns listade.